# Andrejs Kiriļins
Andrejs Kiriļins (3 novembre 1995) è un calciatore lettone, centrocampista del Leevon.

## Carriera

### Club
Ha giocato nella massima serie dei campionati lettone, slovacco e lituano.

### Nazionale
Ha militato nelle nazionali giovanili lettoni Under-17, Under-19 ed Under-21.

## Palmarès

### Club

#### Competizioni nazionali
- Coppa di Lettonia: 1

Jelgava: 2013-2014
- Campionato lettone: 1

Spartaks Jūrmala: 2016